# Эмеч, Четин
Четин Эмеч (1935, Стамбул — 7 марта 1990, Стамбул) — турецкий журналист, редактор.

## Биография
Родился в семье Селима и Рабии Эмеч. Селим Эмеч — один из основателей Демократической партии Турции. Кроме Четина в семье было ещё 3 ребёнка, две девочки, Зейнеп и Лейла, и мальчик, Айдын .
Четин Эмеч окончил Галатасарайский лицей. Изучал право в Стамбульском университете. С 1952 года работал репортёром в принадлежавшей его отцу газете «Son Posta». После переворота, произошедшего в Турции в 1960 году, Селим Эмеч был посажен в тюрьму за поддержку свергнутой власти и Четин Эмеч возглавил газету вместо него.
Вплоть до 1972 года работал редактором в газетах «Hayat» и «Ses». Затем, с 1972 по 1984 годы, — редактором газеты «Hürriyet». В 1984 году перешёл на работу в газету «Milliyet». Но в 1986 году вернулся в «Hürriyet», стал одним из членов совета директоров.
Утром 7 марта 1990 года после того, как Четин Эмеч сел в машину, чтобы поехать на работу, два человека в лыжных масках и солнечных очках обошли машину с двух сторон, после чего открыли по автомобилю огонь из пистолетов с глушителем. Водитель Четина Эмеча попытался выбежать из машины, но также попал под огонь.
В Четина Эмеча попало 7 пуль. Он умер по дороге в госпиталь. Водитель скончался на месте преступления.
Похоронен на кладбище Зинджирликую. Дело о его убийстве не раскрыто.
В честь Четина Эмеча назван футбольный стадион, расположенный в Байрампаше, и несколько улиц.